# Drawa (dopływ Dunaju)
Drawa (niem. Drau, serb. Drava, cz. i węg. Dráva, wł. Drava) – rzeka w północnych Włoszech, południowej Austrii, wschodniej Słowenii i północnej Chorwacji (Slawonii), prawy dopływ Dunaju. Przepływa także przez Słowenię i Węgry. Jej długość wynosi 725 km, powierzchnia zlewni – 40 tys. km².
Drawa ma źródła we włoskich Dolomitach, w Tyrolu Południowym, następnie płynie przez Kotlinę Celowiecką w południowo-wschodniej Austrii, a dalej na południe przez południową część Kotliny Panońskiej. Częściowo tworzy granicę węgiersko-chorwacką. Uchodzi do Dunaju poniżej miasta Osijek. Drawa jest żeglowna od miejscowości Čađavica, około 150 km od ujścia. Na Drawie zbudowano liczne elektrownie wodne.
Główne miasta położone nad Drawą:
- Villach (Austria)
- Maribor (Słowenia)
- Barcs (Węgry)
- Varaždin (Chorwacja)
- Osijek (Chorwacja)